# Deutscher Fernsehfunk
Deutscher Fernsehfunk (DFF), 1972-1990 under namnet Fernsehen der DDR, var Östtysklands statliga televisionssändare.

## Historik

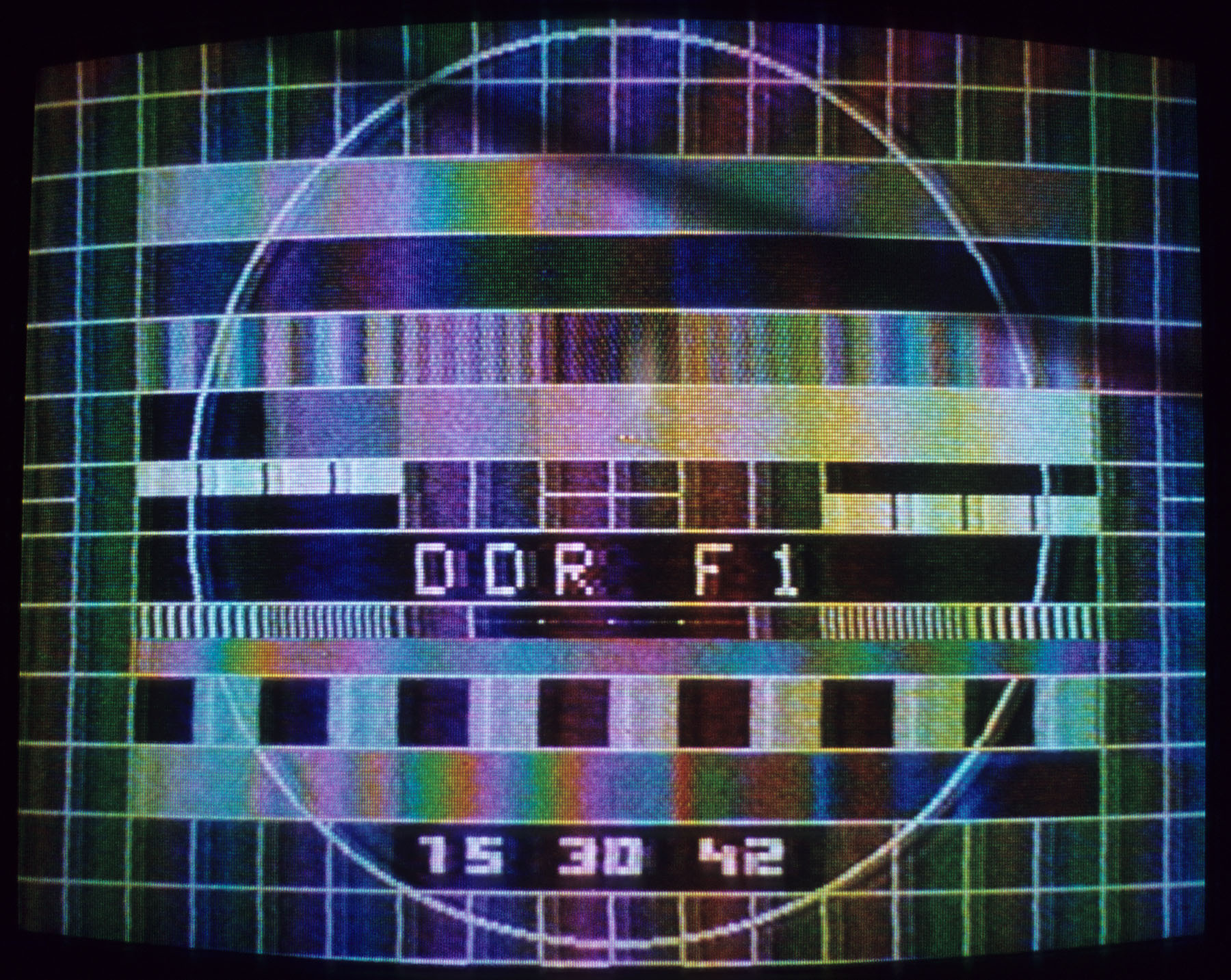
Testbild i DDR 1 den 31 maj 1980.

De första reguljära tv-sändningarna i Östtyskland inleddes på Josef Stalins födelsedag den 21 december 1952 med bland annat nyhetsprogrammet Aktuelle Kamera.
När färgsändningar inleddes valde man den franska SECAM-standarden istället för PAL som användes i Västtyskland. En andra kanal, DFF 2, startade den 3 oktober 1969.
1972 fick företaget namnet Fernsehen der DDR och kanalerna döptes följaktligen om till DDR 1 och DDR 2.
Televisionen var ett viktigt propagandaverktyg för den östtyska ledningen, bland annat genom nyhetsprogrammet Aktuelle Kamera. De flesta som bodde i DDR hade dock möjlighet att få in de västtyska sändningarna från ARD, ZDF och Die Dritten Fernsehprogramme. I trakten runt Dresden, i floden Elbes dalgång, var dock mottagningsförhållandena så pass dåliga, att inga västtyska tv-program kunde tas emot. Detta gav regionen öknamnet De aningslösas dal (tyska: Tal der Ahnungslosen).
Ett försök att motverka att DDR-medborgarna valde västtyska tv-program var programmet Der schwarze Kanal som byggdes upp kring material från de västtyska sändningarna. Här framhävdes avigsidorna i Västtyskland, bland annat arbetslösheten och fattigdomen, utan att problemen i det egna landet synades kritiskt.
Efter Berlinmurens fall förändrades DDR-Fernsehens utbud och mycket av propaganda byttes ut. 1990 bytte man åter namn till Deutscher Fernsehfunk och kanalerna fick samtidigt namnen DFF 1 och DFF 2. På kvällen närmare bestämt kl.20:00 den 14 december 1990 började ARD sända på de sändare som DFF 1 tidigare använt. DFF sände efter det kanalen DFF-Länderkätte på DFF 2:s sändare tills den 31 december 1991 då DFF lades ner . Istället startades Mitteldeutscher Rundfunk (MDR) och Ostdeutscher Rundfunk Brandenburg (ORB) samtidigt som Norddeutscher Rundfunks område vidgades österut. Dessa sände nu på de frekvenser DFF 2 tidigare haft.